# Michał Gajownik
Michał Gajownik (ur. 15 grudnia 1981 w Chrzanowie, zm. 13 listopada 2009 tamże) – polski kajakarz, dwukrotny mistrz świata.

## Życiorys
Karierę sportową rozpoczął w 1993 roku. W wieku juniorskim zdobył wicemistrzostwo świata oraz wicemistrzostwo Europy. Jako 19-latek został razem z Pawłem Baraszkiewiczem mistrzem Europy.
Od 2000 reprezentował barwy Klubu Sportowego Posnania. Wystąpił w igrzyskach olimpijskich w Sydney. Dwa lata później w konkurencji kanadyjek czwórek (razem z Andrzejem Jezierskim, Adamem Ginterem i Romanem Rynkiewiczem) wywalczył złoto mistrzostw świata w Sewilli. W kwietniu 2003 roku został zawieszony na dwa lata za doping. Lotna kontrola antydopingowa podczas zgrupowania w Wałczu wykryła u Gajownika niedozwolony środek nandrolon. Po okresie dyskwalifikacji powrócił do pływania i w 2005 podczas światowego championatu w osadzie czteroosobowej (razem z Wojciechem Tyszyńskim, Michałem Śliwińskim i Andrzejem Jezierskim) wywalczył złoto na 1000 i brąz (w składzie razem z Jezierskim, Śliwińskim, Ginterem) na 500 metrów. W 2006 zdecydował się zakończyć karierę sportową.
Zginął tragicznie 13 listopada 2009 w wypadku samochodowym w Chrzanowie.